# Pedogeneza (rozród)
Pedogeneza, młodzieńczorództwo (łac. paedogenesis) – zdolność larw niektórych gatunków zwierząt, głównie owadów, do rozrodu przez partenogenezę: partenogenetyczny rozwój jaj w osobnikach larwalnych (zobacz też: partenogeneza). Pedogeneza jest zjawiskiem zbliżonym do neotenii i traktowana bywa jako rodzaj partenogenezy. Pedogenetyczne owady są jajorodne, żyworodne lub jajożyworodne. Larwy powstałe w wyniku pedogenezy rozwijają się w ciele larwalnej matki aż do zupełnego wypełnienia jej wnętrza ciała. U owadów występują także pedogenetyczne poczwarki, na przykład u muchówek z rodzaju Tanytarsus (rodzina ochotkowate).
Przykładami organizmów rozmnażających się pedogenetycznie są: krzelowiec (Monogenoidea) z rodzaju Polystomum, wiele gatunków przywr, motylica wątrobowa, chrząszcz  Micromalthus debilis, muchówki (Miastor metraloas) z rodziny Cecidomyiidae oraz muchówki z rodziny grzybiarkowatych, których larwy odżywiają się owocnikami grzybów. Po kopulacji samica wyszukuje odpowiedni grzyb i składa jaja. Wylęgłe czerwie żerują wewnątrz owocnika. W przypadku niedostatecznej ilości pokarmu przeobrażają się w dorosłe osobniki (zdolne do dyspersji i wyszukiwania kolejnych, rozproszonych źródeł pokarmu, jakimi są grzyby wielkoowocnikowe). W przypadku, kiedy grzyb rozwija się prawidłowo i zapewnia dużą ilość pokarmu, czerwie rozmnażają się (właściwszy byłby termin pomnażanie) przez pedogenezę. W ciele larw zaczynają rozwijać się niezapłodnione jaja, z których wylęgają się kolejne czerwie (potocznie mówi się, że grzyb "robaczywieje"). W wyniku pedogenezy zwiększa się znacznie liczba osobników, co jest korzystną strategią w środowisku bez zaburzeń i środowisku z dużą ilością bazy pokarmowej. Pedogeneza jest korzystną strategią dla gatunków wykorzystujących nietrwałe i rozproszone źródła pokarmu. Pedogeneza wiąże się z przemianą pokoleń: czasem po kilku pokoleniach powstałych w wyniki partenogenetycznej pedogenezy pojawiają się pokolenia obupłciowe.
Innym przykładem pedogenezy są muchówki z rodzaju Miastor (nieczystki). W ciele larw tych muchówek z jaj rozwijają się kolejne larwy, odżywiające się tkankami matek, a po całkowitym zjedzeniu larwalnych matek – zaczynają się odżywiać próchnicą. Pedogenetyczne rozmnażanie zachodzi zarówno w bardzo złych warunkach pokarmowych jak i bardzo dobrych warunkach środowiskowych. W przeciętnych warunkach z larw rozwijają się postacie dorosłe (imago), rozmnażające się płciowo. W wyniku pedogenezy zwiększa się liczebność populacji w szybkim czasie.